# Гулый, Иван Михайлович
Иван Михайлович Гулый (26 июля 1940 — 1 мая 2013) — украинский предприниматель в области сельского хозяйства, Герой Украины (2008).

## Биография
Родился 26 июля 1940 года в Харьковской области.
Отец — Михаил Иванович погиб на фронте. Мать — Полина Лукьяновна.
Окончил школу и выучился на тракториста. После службы в армии в колхозе «Первое Мая» работал на многих должностях: был электриком, бригадиром, агрономом и заместителем председателя.
На момент награждения высокой наградой работал генеральным директором частного аграрно-арендного предприятия «Промінь», с. Кобзевка, Красноградский район Харьковской области.
Был депутатом Харьковского областного совета IV созыва от Красноградского района.
Умер 1 мая 2013 года.

## Награды и звания
- Звание Герой Украины (с вручением ордена Державы, 20.08.2008 — за выдающиеся личные заслуги перед Украинским государством в развитии агропромышленного комплекса, достижение высоких показателей по производству сельскохозяйственной продукции, многолетний самоотверженный труд).
- Награждён орденом «За заслуги» III степени (2002).
- Заслуженный работник сельского хозяйства Украины (2007).
- Знак отличия Президента Украины — юбилейная медаль «20 лет независимости Украины» (19 августа 2011 года)[3].
- Благодарность председателя областной государственной администрации и председателя областного совета (2005).[4]
- Почётный гражданин Харьковской области (18 августа 2011 года)[5]